# فرد شتاين
فرد شتاين (بالإنجليزية: Fred Stein)‏ هو مصور أمريكي، ولد في 3 يوليو 1909 في درسدن في ألمانيا، وتوفي في 27 سبتمبر 1967 في نيويورك في الولايات المتحدة.

## وصلات خارجية
- الموقع الرسمي